# Daniela Antonin
Daniela Antonin (* 1972 in Dinslaken) ist eine deutsche Kunsthistorikerin und Kuratorin.

## Leben und Leistungen
Die Kunsthistorikerin studierte von 1992 bis 2002 Kunstgeschichte, Geschichte und Germanistik an der Rheinischen Friedrich-Wilhelms-Universität in Bonn und war von 1998 bis 2006 als freie Mitarbeiterin des Pädagogischen Dienstes für die Kunst- und Ausstellungshalle der Bundesrepublik Deutschland tätig. 2006 leitete sie das Symposium zum 300. Geburtstag der Porzellanmodelleure Johann Joachim Kändler und Johann Gottlieb Kirchner – eine Veranstaltung der Porzellansammlung der Staatlichen Kunstsammlungen Dresden – sowie die Ausstellung Kabinettstücke – Die Meissener Vogelplastiken von Johann Joachim Kändler, 1706–1775 im Amira-Palais in München. 2007 wurde sie bei Barbara Schellewald mit der Arbeit Das weiße Gold der Wittelsbacher. Der Meißener Porzellanbesitz der bayerischen Kurfürsten im 18. Jahrhundert promoviert. Seit Juli 2007 arbeitet Daniela Antonin im Hetjens-Museum – Deutsches Keramikmuseum in Düsseldorf, das sie seit Oktober 2017 leitet. Neben ihrer musealen Tätigkeit ist sie immer wieder als Lehrbeauftragte an den Universitäten Bonn und Düsseldorf tätig. Zuletzt veranstaltete sie ein Seminar zur Inventarisierung der Sammlung des Hetjens-Museums an der Heinrich-Heine-Universität Düsseldorf. 2014 produzierte sie gemeinsam mit ihrem Bruder Steve Antonin den Dokumentarfilm Die große Narrenfreiheit – Jacques Tilly baut für Düsseldorf – das erste filmische Porträt über den bekannten Düsseldorfer Karnevalswagenbau-Künstler Jacques Tilly. Darüber hinaus engagiert sich Daniela Antonin ehrenamtlich, beispielsweise als Mitglied des „Eine Welt Forums“ Düsseldorf.

## Ausstellungen (Auswahl)
- 2020: Thomas Schütte – Keramik, Hetjens-Museum – Deutsches Keramikmuseum, Düsseldorf
- 2017/2018: Leiko Ikemura: Märchenwald, Hetjens-Museum – Deutsches Keramikmuseum, Düsseldorf
- 2016: Glück auf! Der Bergbau und das weiße Gold, Hetjens-Museum – Deutsches Keramikmuseum, Düsseldorf
- 2015/2016: KANGXI – Porzellanschätze für den Kaiserhof und Europas Fürsten, Hetjens-Museum – Deutsches Keramikmuseum, Düsseldorf
- 2014: Taxile Doat – Meister des „Grand Feu“. Die Sammlung Gerda Vedder, Hetjens-Museum – Deutsches Keramikmuseum, Düsseldorf
- 2013: Königliche Eleganz, preußische Pracht. 250 Jahre Berliner Porzellan-Manufaktur (KPM), Hetjens-Museum – Deutsches Keramikmuseum, Düsseldorf
- 2013: In Meissener Manier. Berliner Porzellan der Manufaktur Wegely, Hetjens-Museum – Deutsches Keramikmuseum, Düsseldorf
- 2010: Ungarische Seele und orientalischer Glanz. Die Manufaktur Zsolnay, Pécs, Hetjens-Museum – Deutsches Keramikmuseum, Düsseldorf
- 2007: Faszination des Fremden: China – Japan – Europa, Hetjens-Museum – Deutsches Keramikmuseum, Düsseldorf
- 2019: Aufbruch zu neuen Malgründen – Malerei des fränkischen Barock auf Glas und Glasur, Hetjens-Museum – Deutsches Keramikmuseum, Düsseldorf

## Publikationen (Auswahl)
- Daniela Antonin (Hrsg.): Wechselwirkungen. Meister und Gesellen des Bauhauses zwischen Werkstatt und Industrie, Ausstellungskatalog Hetjens-Museum – Deutsches Keramikmuseum, Düsseldorf 2019, ISBN 978-3-945349-07-6.
- Daniela Antonin (Hrsg.): Luxus, Liebe, Blaue Schwerter. Faszination Rokoko, bearb. von Wilko Beckmann, Ausstellungskatalog Hetjens-Museum – Deutsches Keramikmuseum, Düsseldorf 2019, ISBN 978-3-945349-08-3.
- Daniela Antonin / Wilko Beckmann (Hrsg.): Das Blau des Königs: Rohadabläh. Meissener Zwiebelmuster in seiner ganzen Vielfalt (1730–1888), bearb. von Hartmut Lubcke, Ausstellungskatalog Hetjens-Museum – Deutsches Keramikmuseum, Düsseldorf 2018, ISBN 978-3-945349-04-5.
- Daniela Antonin (Hrsg.): In fürstlichen Diensten. Komödianten, Sultane und Pagoden aus Meissener Porzellan. Die Sammlung Prof. Dr. Klaus J. Thiemann, bearb. von Wilko Beckmann, Ausstellungskatalog Hetjens-Museum – Deutsches Keramikmuseum, Düsseldorf 2016, ISBN 978-3-945349-02-1.
- Daniela Antonin (Hrsg.): Porzellanschätze der Kangxi-Zeit = Porcelain treasures of the Kangxi Period, Ausstellungskatalog Hetjens-Museum – Deutsches Keramikmuseum, bearb. von Daniel Suebsman, Düsseldorf 2015, ISBN 978-3-943343-09-0.
- Daniela Antonin (Hrsg.): Königliche Eleganz, preußische Pracht – 250 Jahre Königliche Porzellanmanufaktur Berlin (KPM), Ausstellungskatalog Hetjens-Museum – Deutsches Keramikmuseum, Düsseldorf 2013, ISBN 978-3-7700-1482-8.
- Daniela Antonin (Hrsg.): Bringen Scherben Glück? Neue Funde der Düsseldorfer Stadtarchäologie, Ausstellungskatalog Hetjens-Museum – Deutsches Keramikmuseum, bearb. von Christina Erkelenz, Düsseldorf 2010, ISBN 978-3-9804529-8-4.
- „Die Porzellan Plastik von Johann Joachim Kaendler in der Sammlung Schneider, Schloss Jägerhof“, in: Substanzerhalt. Das Restaurierungsprogramm Bildende Kunst des Landes Nordrhein-Westfalen, hrsg. vom Ministerium für Familie, Kinder, Jugend, Kultur und Sport Nordrhein-Westfalen, Düsseldorf 2010, S. 39–43
- Faszination des Fremden: China – Japan – Europa, Ausstellungskatalog Hetjens-Museum – Deutsches Keramikmuseum, bearb. von Daniela Antonin und Daniel Suebsman, Düsseldorf 2009, ISBN 978-3-9804529-9-1.
- „The Meissen Porcelains of the Baverian Electors. Highlights from the Historical Collection in Munich“, in: The Haughton International Ceramics Fair & Seminar, London 2009, S. 10–18
- „Neue Erkenntnisse über die Meißener Porzellane der Kaiserinwitwe Wilhelmine Amalia (1673–1742). Die Geschenke König Augusts III. von Polen sowie weitere Porzellanbestellungen für seine Schwiegermutter in Wien“, in: Keramos 197 (2007), S. 69–76
- „Im Zeichen der Diplomatie. Das Vogelservice aus Sèvres: Ein Porzellangeschenk für Carl Theodor von der Pfalz“, in: Weltkunst 5 (2003), S. 705–707[4]